# BMW 1M
BMW 1M Coupe — задньопривідне спортивне купе підготовлене спортивним підрозділом BMW Motorsport на основі BMW 135 (E82).
Шасі має алюмінієву багатоважільну підвіску та задньопривідне компонування з поздовжньо розташованим двигуном, що забезпечує баланс ваги 50:50, що було рідкісною конфігурацією для хетчбека, оскільки більшість автомобілів у цьому сегменті ринку використовують передній привід. Доступними двигунами були чотирициліндровий турбодизельний, чотирициліндровий атмосферний бензиновий, шестициліндровий атмосферний бензиновий і шестициліндровий бензиновий з турбонаддувом (останній доступний лише на моделях купе та кабріолет). BMW 1 серії M Coupé (часто згадується як "1M") - це високопродуктивна модель серії купе E82, що продається під суб-брендом BMW M performance. Незважаючи на те, що за конвенцією про найменування BMW автомобіль називався «M1», було вибрано іншу назву, щоб уникнути плутанини з суперкаром BMW M1 1970-х років Ширина передньої та задньої колії була розширена на 74 мм (2,9 дюйма) та 46 мм (1,8 дюйма) відповідно, і використовувався диференціал підвищеного тертя. Початкові плани полягали в тому, щоб обмежити виробництво 1M Coupe до 2700 одиниць, але остаточне виробництво склало 6309.

## Опис

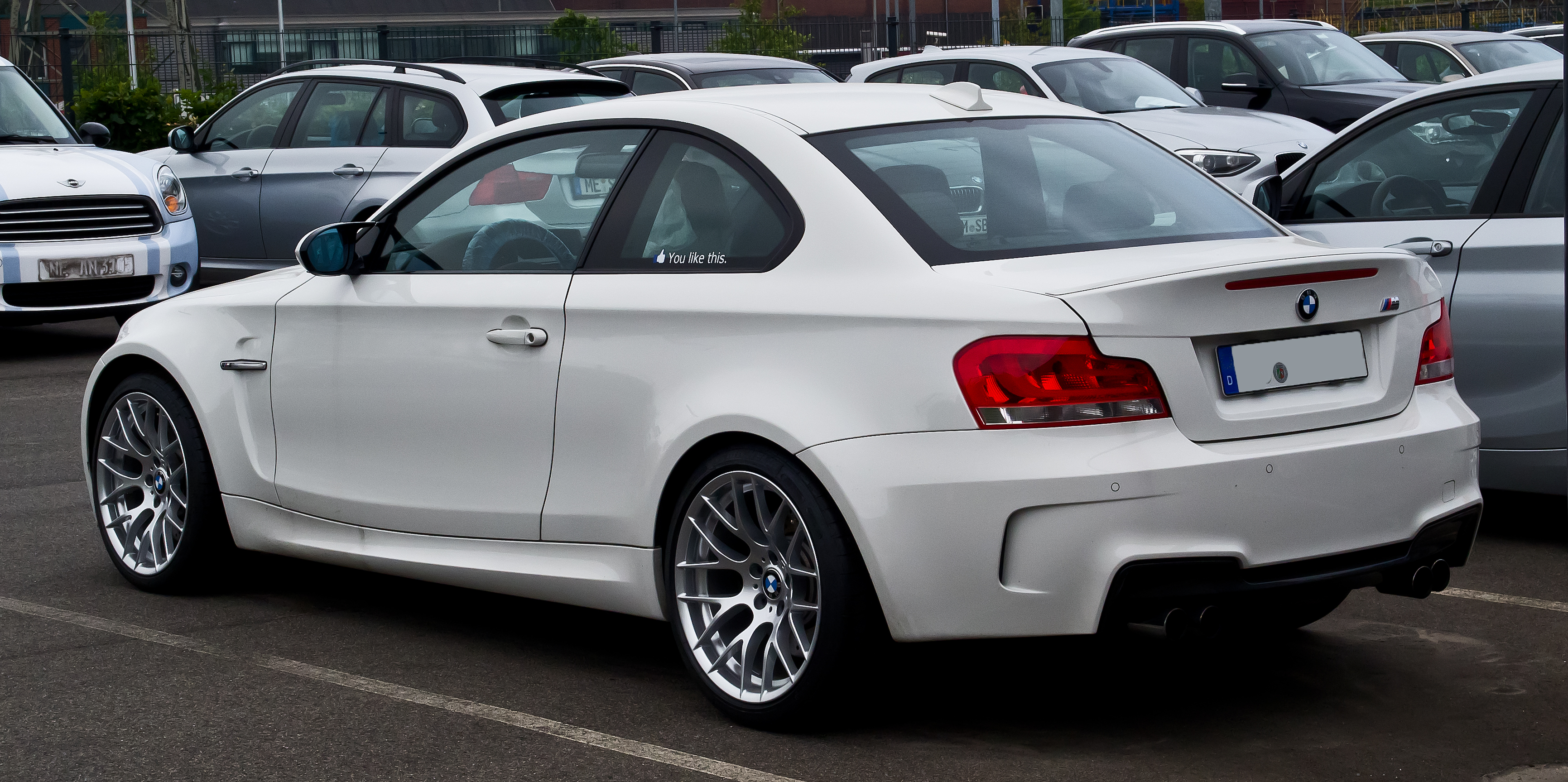
BMW 1M Coupé (E82)

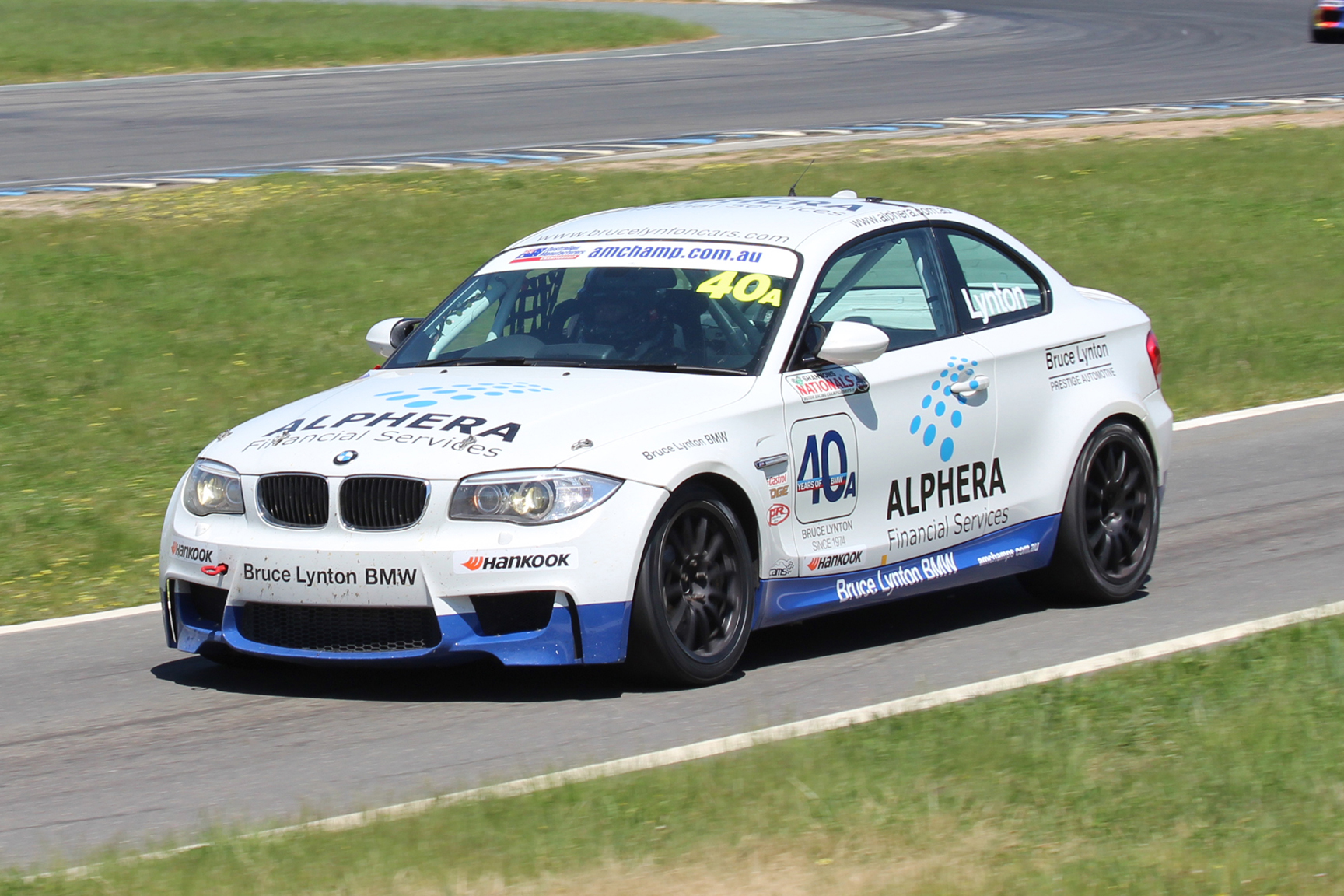

Вперше представлене в грудні 2010 року. В порівнянні з BMW 135 (E82) перероблено все — Гальма (від М3 E92), диференціал від M3 E46, розширена колія під підвіску від M3 E92, 19'колеса від M3 Competition Package, 3,0 літровий 6-ти циліндровий рядний двигун N54 з подвійним турбонаддувом від BMW Z4 35IS потужністю 340 к.с. при 5900 об/хв і 450 Нм крутного моменту в діапазоні від 1500 до 4500 об/хв, який може бути збільшено за рахунок функції Overboost (повний газ) до 500 Нм. 1570 кг транспортний засіб досягає прискорення 4,9 секунди від 0 до 100 км/год. Максимальна швидкість обмежена електронікою на позначці 250 км/год. Попри дуже скромну по суперкарівських мірках ціну і потужність, динамічні характеристики новинки виявилися на рівні найкращих світових стандартів, так, більшість треків 1М пройшла швидше від набагато більш дорогих і іменитих суперників: М3 E92, M5 E60, M6, Audi RS5, Mercedes C63 AMG показали гірший час. На трасі Top Gear даний автомобіль показав менший час ніж M3 E90/E92, Chevrolet Corvette C6, Noble M12 GTO-3R, Lotus Evora, Lexus IS-F, Lamborghini Gallardo Spyder і Ferrari 575. За даними сайту fastestlaps.com до 200 км/год автомобіль розганяється за 15,2 секунди, що швидше від таких грандів як Ferrari 612, Porsche 996 GT3 і 2001 Aston Martin V12 Vanquish. На трасі Нюрбургрінг даний автомобіль показав час 8,15 (неофіційна 8,12), що на 7 секунд швидше BMW M3 E46 і майже на 24 секунди швидше BMW 135.
Автомобіль виготовлявся з квітня 2011 року по вересень 2012 року.

## Двигун
- 3.0 л BMW N54 340 к.с. при 5900 об/хв 450-500 Нм 1500-4500 об/хв